# CTT (Portugal)
CTT - Correios de Portugal (en català «Correus de Portugal»), més coneguda com CTT, és l'empresa que gestiona el servei postal de Portugal.
La companyia compta a dia d'avui amb serveis de correu postal, missatgeria, pagament electrònic i banca privada a través de diferents filials. Des de la seva fundació el 1520 s'ha ocupat del desenvolupament de les comunicacions a Portugal. Tot i que ha estat un servei públic durant més de cinc segles, el 2014 va ser privatitzada com a conseqüència del rescat financer del país.
L'acrònim CTT prové de l'antic nom de l'administració postal: Correios, Telégrafos e Telefones (Correus, Telègrafs i Telèfons). Aquesta marca va ser utilitzada també pels serveis postals de les antigues colònies portugueses, però a dia d'avui només la comparteix amb el servei postal de Macau.

## Història

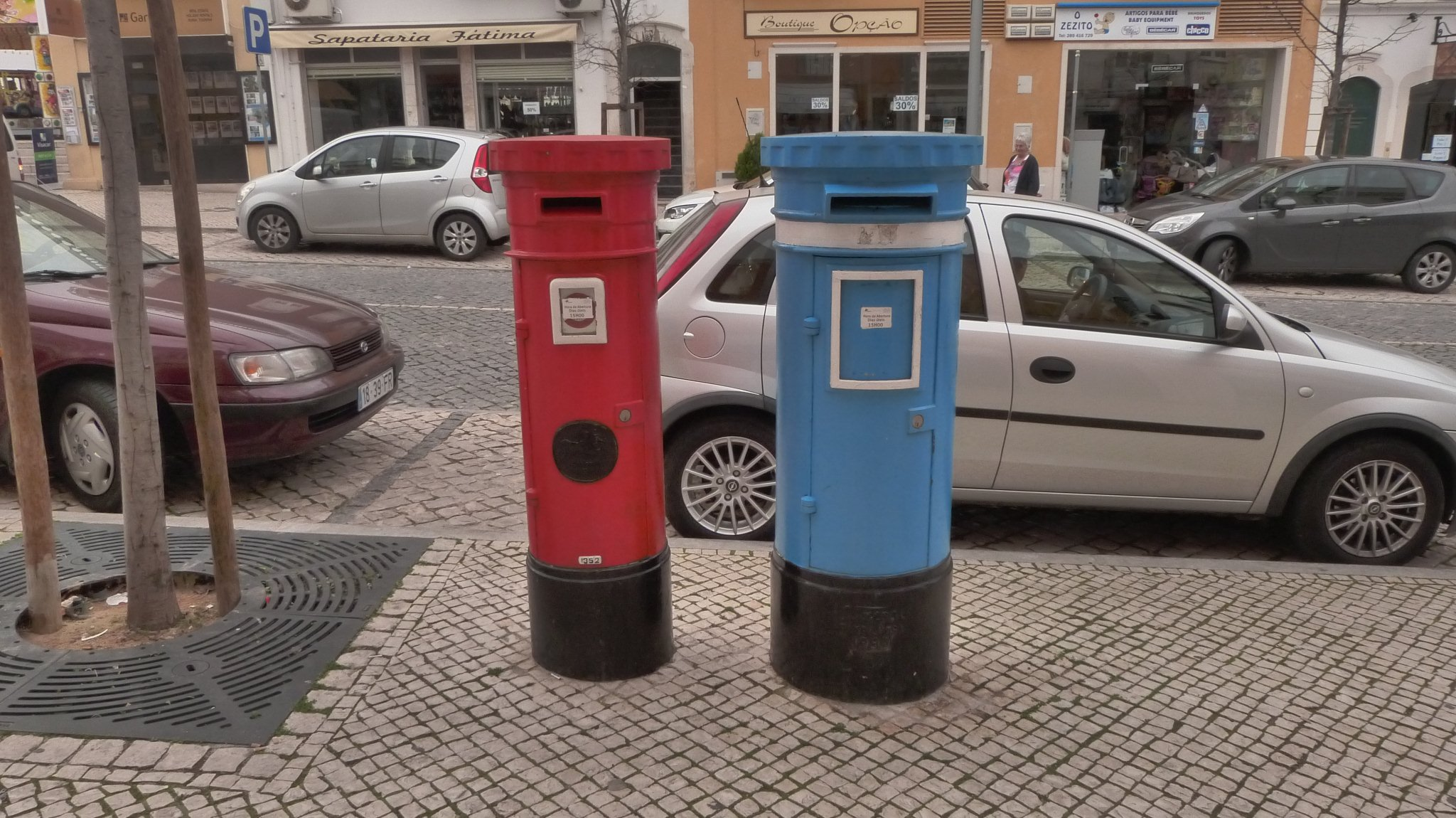
Bústies portugueses: vermell per al correu ordinari i blau per al correu urgent.

Els orígens de CTT es remunten a 1520, any en què el rei Manuel I de Portugal va aprovar la creació del primer servei postal de Portugal i la resta de l'imperi. Després de tres segles vinculat directament a la Casa Reial de Portugal, el 1799 va quedar sota control de l'administració pública. Finalment, el 1880 es va dur a terme la creació del «Departament de Correus, Telègrafs i Fars».
Poc després de proclamar-se la Primera República Portuguesa, el nou govern va dotar el servei postal d'autonomia financera i administrativa, organitzant per a això l'Administració General de Correus, Telègrafs i Telèfons (CTT). Va arribar fins i tot a ocupar-se de les emissions en proves de ràdio des de 1930 fins a 1935.
En 1969 el govern transforma a CTT en una empresa estatal sota la marca « CTT Correios e Telecomunicações de Portugal », que assumia el servei postal nacional i part del telèfon. En aquest últim apartat, l'Estat va crear dues empreses telefòniques: TLP per a Lisboa i Porto, i CTT a la resta del país. La situació es va mantenir fins a 1992: CTT va ser transformada en una societat anònima que assumia en exclusiva el servei postal, mentre que totes les telecomunicacions van ser traspassades a una nova empresa, Portugal Telecom.
Com a conseqüència del rescat financer de 2011, Portugal va dur a terme la privatització total de CTT. El desembre del 2013 es va desfer del 68,5% de les accions per un total de 580 milions d'euros, i el setembre del 2014 va vendre el 31,5% restant per 343 milions d'euros. El 2015 l'empresa es va expandir al sector bancari amb l'obertura del Banc CTT.

## Serveis
El grup CTT està format per les empreses següents:
- CTT — servei postal universal.
- CTT Expresso — serveis de correu urgent, missatgeria i transport ferroviari de mercaderies.
- Banc CTT — banca privada amb sucursals a les oficines postals. Aquest servei es va posar en marxa el 2015.[4]
- Payshop — pagament electrònic de serveis.
- CTT Express (anteriorment Tourline Express ) — empresa espanyola de missatgeria i transport de correu urgent. Va ser fundada el 1996 i pertany al grup CTT des del 2005.[6]

Entre el 2007 i el 2018 l'empresa va gestionar també l'empresa Phone-Ix, un operador mòbil virtual que utilitzava la xarxa mòbil de MEO.